# Michael Wachtler
Michael Wachtler (San Candido, 2 febbraio 1959) è uno scrittore e ricercatore italiano.

## Biografia
Il suo nome è legato varie scoperte nell'ambito di piante e animali del passato, fra cui spiccano le più vecchie conifere e cicadee e anche Megachirella wachtleri, una delle più primitive lucertole.
Durante il periodo universitario ha preso parte a varie spedizioni in montagna. Dall'inizio il suo interesse è stato suscitato in particolare da cristalli e fossili. Dal 1980 al 1990 prese parte alla fondazione di diversi giornali (Pustertaler Zeitung, Rundschau, Vinschger).

## Megachirella wachtleri
Nel 1990 Wachtler ha scoperto sulle Dolomiti le sue prime piante nuove alle scienza: Voltzia dolomitica, una conifera e Bjuvia dolomitica, una cicadea, che rappresentano un passo importante nell´evoluzione delle piante e li studia assieme alla ricercatrice olandese Han van Konijnenburg-van Cittert. In questo periodo ricorsero con successo le prime pubblicazione di libri documentari, in particolare sulla ricerca dei cristalli sulle Alpi come anche la storia e genesi delle Dolomiti.
Nel 1999 seguí la scoperta della Fossillagerstätte Piz da Peres nelle Dolomiti di Braies. Fu classificato come “l´Eden della Preistoria”. Si tratta di una delle zone più ricche di animali e piante del Triassico.
Nel 1999 Michael Wachtler ha scoperto lo scheletro di un piccolo saurietto in buone condizioni, che prese il nome di Megachirella wachtleri. Nel 2013 durante uno studio filogenetico, gli italiani Silvio Renesto e Massimo Bernardi affermarono che Megachirella risulta essere un lepidosauromorfo prossimo alla divergenza tra Squamata e Rhynchocephalia, quindi un taxon chiave per comprendere l'origine di uno dei cladi di tetrapodi di maggiore successo.
Continua la serie di nuove ricerche paleontologiche su materiale fossile italiano.

## Nuove specie e generi
Nel 2005 ha scoperto una felce primitiva che lui, Han van Konijnenburg-van Cittert e Evelyn Kustatscher battezzarono Gordonopteris lorigae. Il nome è supposto ad onorare sia la scozzese Maria Ogilvie – Gordon, la quale era la prima donna ammessa agli studi di laurea prima in Inghilterra e poi anche in Germania ed inoltre fondatrice del movimento d'uguaglianza, che Carmela Broglio, una ricercatrice italiana. Lo scopo di questo gesto è di far notare che anche al giorno d'oggi l'accesso agli studi non deve essere discriminato né dalla differenza del sesso né dalla professione, dal rango, nome, dalla ricchezza o dalla povertà. Successivamente Michael Wachtler ha descritto nella sua “Genesi delle piante” tante altre piante fossili, importanti a far capire l'evoluzione della flora. In particolare spiccano tante cicadee primitive insieme a licopodi arborescenti (Lycopia), che hanno suscitato l'interesse della scienza. Il paleontologo austriaco Gerorg Kandutsch onora con la felce Wachtleria, un precursore del genere Lindsaea che ancora oggi si trova nell'emisfero Australe le sue attività come ricercatore.

## Critica sociale
Dal 2003 Michael Wachtler ha pubblicato libri sulla Prima Guerra Mondiale nelle zone di montagna. Sempre più crescentemente si rivolse alle critiche della società. Nel 2006 fu pubblicato “L'anima segreta della Natura”, nel 2007 segue “Tirol Saga”. Segue nel 2013 “Fèro l'uomo dei boschi” o un cercatore d'erbe fra le Dolomiti violate.

## La grande scoperta di oro
Insieme a Mario e Lino Pallaoro, Federico Morelli e Georg Kandutsch, portati sulla giusta strada da una mappa di un mineralogista del 1900, ha scoperto sotto il Monte Rosa 20 kg di oro puro, stimato come il più grande ritrovamento sulle Alpi mai avuto nella storia.

## Scoperta di tracce dei primi dinosauri
Sulle Dolomiti di Braies, nel 2007 ha scoperto impronte ancora ben tenute che risalgono a 240 milioni di anni fa e che segnano l'inizio dei primi dinosauri. Insieme a Marco Avanzini ne diedero la descrizione scientifica di “Sphingopus ladinicus”. Inoltre prese parte a diverse spedizioni, che lo condussero nei mari del Sud, in Etiopia, nelle Comore, nella penisola Kamtschatka e in Venezuela.

## Costruzione del Dolomythos e pena detentiva
Con l'austriaco Georg Kandutsch ha iniziato a costruire le prime „Tesoriere della natura“. Sono strutture che fanno espongono i tesori delle montagne. In particolare diventa noto il Museo Dolomythos adiacente alla sua Villa a San Candido. Esso racchiude la storia delle Dolomiti dalle origini ai giorni nostri. Nel 2010 l'unità speciale dei Carabinieri ha messo sotto sequestro e in parte rimosso 3.700 ritrovamenti paleontologici, che erano custoditi nel museo, come anche tutte le relative documentazioni. Inoltre la Provincia del Sudtirolo ha sollevato dal canto suo una battaglia per risarcimento danni pari a € 204.599. Nella prima istanza Michael Wachtler fu condannato ad una pena detentiva di 10 mesi. Wachtler definì questa come una “sentenza contro la scienza”.

## Ritiro nella natura selvaggia ed altre scoperte
Dal 2011 Wachtler si è ritirato sulle montagne. Insieme a Feruccio Valentini, un uomo dei boschi dalla Valle di Non nel Trentino, combatte ancora di più contro la distruzione della natura. Inoltre vanno alla ricerca di altri segni di vita del passato, in questo caso del Permiano risalente a quasi 300 milioni di anni fa che fanno vedere l'evoluzione delle piante dagli inizi fino ad adesso. Fra di loro sono anche i primi ginkgo come anche gli antenati del pino. Seguono altri studi su giacimenti fossiliferi in Germania insieme a Thomas Perner e dell'Oregon Institute.

## Battaglie contro la distruzione della natura
??

## Pubblicazioni
- L'anima segreta della natura. Athesia Spectrum, ISBN 88-6011-039-4
- Dolomiti - La Grande Guerra. Athesia Spectrum, ISBN 88-87272-43-3
- Dolomiti - Guerra, morte e dolore. Athesia Spectrum, ISBN 88-6011-017-3
- Uomini in Guerra - La Grande Guerra tra i monti. Athesia Spectrum, ISBN 88-87272-98-0
- The First World War in the Alps. Athesia Spectrum, ISBN 88-6011-037-8
- La storia delle Dolomiti. Athesia Spectrum, ISBN 88-6011-013-0
- Braies – La valle dell'Eden, ISBN 88-88125-05-1